# Aleksandr Riazantsev (hockey sur glace)
Pour les articles homonymes, voir Aleksandr Riazantsev et Riazantsev.
Aleksandr Vladimirovitch Riazantsev - en russe : Александр Владимирович Рязанцев, et en anglais : Aleksandr Ryazantsev - (né le 15 mars 1980 à Penza en URSS) est un joueur professionnel russe de hockey sur glace. Il évolue au poste de défenseur.

## Biographie

### Carrière en club
Formé au HC Spartak Moscou, il débute avec dans la Superliga en 1996. Il est repêché par le Titan de Laval au cours du repêchage européen de la Ligue canadienne de hockey en seconde ronde, en 58e position. Il rejoint la Ligue de hockey junior majeur du Québec et s'aligne avec les Tigres de Victoriaville. Il est choisi en 1998 au cours du repêchage d'entrée dans la Ligue nationale de hockey par l'Avalanche du Colorado en 6e ronde, en 167e position. En 1999, il passe professionnel avec les Bears de Hershey. Le 11 mars 2003, l'Avalanche l'échange aux Predators de Nashville en retour d'un choix de septième ronde au repêchage 2003 (Linus Videll). Il est assigné aux Admirals de Milwaukee. Il revient en Russie en 2003. Il remporte la Coupe Gagarine 2011 avec le Salavat Ioulaïev Oufa. Lors du quatrième Match des étoiles de la KHL, il établit le record du tir le plus puissant avec 183,67 km/h.

### Carrière internationale
Il représente la Russie.

## Trophées et honneurs personnels

### Championnat du monde junior
- 2000 : nommé meilleur défenseur.
- 2000 : nommé dans l'équipe type.

### Kontinentalnaïa Hokkeïnaïa Liga
- 2011 : nommé défenseur du mois de novembre.
- 2012 : participe au quatrième Match des étoiles avec l'association de l'Est.
- 2013 : participe au Cinquième Match des étoiles avec l'association de l'Ouest.

## Statistiques

### En club
| Saison    | Équipe                      | Ligue        |    | Saison régulière | Saison régulière | Saison régulière | Saison régulière | Saison régulière |    | Séries éliminatoires | Séries éliminatoires | Séries éliminatoires | Séries éliminatoires | Séries éliminatoires |
| Saison    | Équipe                      | Ligue        | PJ | B                | A                | Pts              | Pun              | PJ               | B  | A                    | Pts                  | Pun                  |                      |                      |
| 1996-1997 | HK Spartak Moscou           | Superliga    | 20 | 1                | 2                | 3                | 4                |                  |    |                      |                      |                      |                      |                      |
| 1996-1997 | HK Spartak Moscou 2         | Pervaïa liga | 18 | 0                | 0                | 0                | 8                |                  |    |                      |                      |                      |                      |                      |
| 1997-1998 | HK Spartak Moscou 2         | Pervaïa Liga | 31 | 3                | 8                | 11               | 26               |                  |    |                      |                      |                      |                      |                      |
| 1997-1998 | Tigres de Victoriaville     | LHJMQ        | 22 | 6                | 9                | 15               | 14               | 4                | 0  | 0                    | 0                    | 0                    |                      |                      |
| 1998-1999 | Tigres de Victoriaville     | LHJMQ        | 64 | 17               | 40               | 57               | 57               | 6                | 0  | 3                    | 3                    | 10                   |                      |                      |
| 1998-1999 | Bears de Hershey            | LAH          | 2  | 0                | 0                | 0                | 0                | --               | -- | --                   | --                   | --                   |                      |                      |
| 1999-2000 | Tigres de Victoriaville     | LHJMQ        | 48 | 17               | 45               | 62               | 45               | 6                | 2  | 5                    | 7                    | 20                   |                      |                      |
| 1999-2000 | Bears de Hershey            | LAH          | 2  | 0                | 1                | 1                | 2                | 6                | 1  | 1                    | 2                    | 0                    |                      |                      |
| 2000-2001 | Bears de Hershey            | LAH          | 66 | 5                | 18               | 23               | 26               | 11               | 0  | 0                    | 0                    | 2                    |                      |                      |
| 2001-2002 | Bears de Hershey            | LAH          | 76 | 5                | 18               | 23               | 28               | 5                | 0  | 1                    | 1                    | 4                    |                      |                      |
| 2002-2003 | Bears de Hershey            | LAH          | 57 | 5                | 10               | 15               | 65               | --               | -- | --                   | --                   | --                   |                      |                      |
| 2002-2003 | Admirals de Milwaukee       | LAH          | 14 | 3                | 4                | 7                | 9                | 5                | 0  | 4                    | 4                    | 2                    |                      |                      |
| 2003-2004 | Lokomotiv Iaroslavl         | Superliga    | 40 | 3                | 8                | 11               | 60               | --               | -- | --                   | --                   | --                   |                      |                      |
| 2004-2005 | Lokomotiv Iaroslavl         | Superliga    | 53 | 4                | 15               | 19               | 32               | 4                | 0  | 1                    | 1                    | 4                    |                      |                      |
| 2005-2006 | HK Dinamo Moscou            | Superliga    | 39 | 3                | 7                | 10               | 34               | 4                | 0  | 1                    | 1                    | 29                   |                      |                      |
| 2006-2007 | SKA Saint-Pétersbourg       | Superliga    | 53 | 5                | 10               | 15               | 20               | 3                | 0  | 0                    | 0                    | 0                    |                      |                      |
| 2007-2008 | SKA Saint-Pétersbourg       | Superliga    | 24 | 0                | 4                | 4                | 16               | 9                | 0  | 2                    | 2                    | 0                    |                      |                      |
| 2008-2009 | SKA Saint-Pétersbourg       | KHL          | 3  | 0                | 0                | 0                | 4                | --               | -- | --                   | --                   | --                   |                      |                      |
| 2008-2009 | Avangard Omsk               | KHL          | 25 | 1                | 6                | 7                | 4                | --               | -- | --                   | --                   | --                   |                      |                      |
| 2009-2010 | Vitiaz Tchekhov             | KHL          | 43 | 9                | 12               | 21               | 20               |                  |    |                      |                      |                      |                      |                      |
| 2010-2011 | Avtomobilist Iekaterinbourg | KHL          | 31 | 15               | 5                | 20               | 51               |                  |    |                      |                      |                      |                      |                      |
| 2010-2011 | Salavat Ioulaïev Oufa       | KHL          | 3  | 1                | 0                | 1                | 2                | 1                | 0  | 0                    | 0                    | 0                    |                      |                      |
| 2011-2012 | Traktor Tcheliabinsk        | KHL          | 51 | 18               | 18               | 36               | 40               | 11               | 0  | 4                    | 4                    | 8                    |                      |                      |
| 2012-2013 | Severstal Tcherepovets      | KHL          | 48 | 9                | 12               | 21               | 32               | 9                | 2  | 0                    | 2                    | 20                   |                      |                      |
| 2013-2014 | HK Spartak Moscou           | KHL          | 2  | 0                | 1                | 1                | 2                | -                | -  | -                    | -                    | -                    |                      |                      |
| 2013-2014 | HK Dinamo Moscou            | KHL          | 18 | 4                | 0                | 4                | 41               | 3                | 1  | 0                    | 1                    | 0                    |                      |                      |
| 2013-2014 | Dinamo Balachikha           | VHL          | 2  | 0                | 0                | 0                | 0                | -                | -  | -                    | -                    | -                    |                      |                      |
| 2014-2015 | Amour Khabarovsk            | KHL          | 33 | 5                | 7                | 12               | 16               | -                | -  | -                    | -                    | -                    |                      |                      |
| 2014-2015 | Neftekhimik Nijnekamsk      | KHL          | 8  | 1                | 1                | 2                | 6                | -                | -  | -                    | -                    | -                    |                      |                      |

### En équipe nationale
| Année | Évènement                   |   | PJ | B | A | Pts | +/- | Pun                |  | Résultat |
| 1999  | Championnat du monde junior | 7 | 0  | 0 | 0 | +4  | 0   | Médaille d'or      |  |          |
| 2000  | Championnat du monde junior | 7 | 2  | 6 | 8 | +10 | 2   | Médaille d'argent  |  |          |
| 2005  | Championnat du monde        | 9 | 0  | 3 | 3 | +7  | 0   | Médaille de bronze |  |          |